# Resolution 148 des UN-Sicherheitsrates
Die Resolution 148 des UN-Sicherheitsrates ist eine Resolution, die der Sicherheitsrat der Vereinten Nationen in der 891. Sitzung am  23. August 1960 einstimmig beschloss. Sie beschäftigte sich mit der Aufnahme des Niger als neues Mitglied in die Vereinten Nationen.

## Hintergrund
Ab 1895 war die Nigerkolonie Bestandteil Französisch-Westafrikas. 1958 wurde Niger zu einer autonomen Republik der Französischen Gemeinschaft und erlangte am 3. August 1960 die Unabhängigkeit. Erster Präsident wurde Hamani Diori.

## Inhalt
Der Sicherheitsrat gab bekannt, dass er die Aufnahme des Niger als neues Mitglied der Vereinten Nationen geprüft hat und empfahl der UN-Generalversammlung einer Aufnahme zuzustimmen.

## Beitritt
Niger trat den Vereinten Nationen am 20. September 1960 bei.